# Agelaius xanthomus
Agelaius xanthomus е вид птица от семейство Трупиалови. Видът е застрашен от изчезване.

## Разпространение
Разпространен е в Пуерто Рико.